# Assoverlag
Der Assoverlag ist ein Verlag mit Sitz in Oberhausen, Nordrhein-Westfalen, der sich auf zeitgenössische und gegenwartsbezogene Literatur aus dem Ruhrgebiet spezialisiert hat.
Gegründet wurde der Assoverlag 1970 von Anneliese Althoff und Annemarie Stern. Stern legte als Lektorin des Verlages die Publikationsschwerpunkte fest, Althoff war für die betriebswirtschaftliche Seite und den Vertrieb zuständig. Die Bücher wurden oft selbst zu den Buchhandlungen gebracht oder über Büchertische bei politischen Aktionen verkauft. Sie produzierten etwa 95 Titel, zum Teil Dokumentar- und Erinnerungskultur und waren ein Verlag für Autoren mit sozial- und historisch-politischen Werken. Der Verlagsname leitet sich von der Assoziation revolutionärer bildender Künstler, kurz ASSO, ab, einem 1928 gegründeten Zusammenschluss kommunistischer Künstler.
Im Jahre 2005 kaufte der ehemalige Mülheimer Oberstadtdirektor und Vorstandsvorsitzende der NRW.Bank, Ernst Gerlach, den angeschlagenen Verlag und restrukturierte das Programm; seine Frau Inge Gerlach übernahm die Leitung. Neben der sozialpolitischen Ruhrgebietsliteratur wurden nun auch belletristische Werke und Sachbücher verlegt, wie unter anderem David L. R. Litchfields Die Thyssen-Dynastie – Die Wahrheit hinter dem Mythos (2008).
Der Nachlass von Annemarie Stern und Anneliese Althoff befindet sich im Fritz-Hüser-Institut für Literatur und Kultur der Arbeitswelt in Dortmund.
Am 31. Dezember 2024 hat der Assoverlag seine Tätigkeit eingestellt. Das gesamte Archiv befindet sich im Fritz-Hüser-Institut für Literatur und Kultur der Arbeitswelt in Dortmund.

## Autoren
Zu den im Assoverlag veröffentlichenden Autoren zählen und zählten Lieselotte Rauner, Hans Dieter Baroth, Hartmut Kasper, Michael Klaus, David R. L. Litchfield, Jürgen Lodemann und Inge Meyer-Dietrich.